# 田庙镇
田庙镇，原为田庙乡，是中华人民共和国河南省商丘市虞城县下辖的一个乡镇级行政单位。2025年2月27日撤乡设镇。

## 行政区划
田庙镇下辖以下地区：
老关庄村、高庄村、藤湾村、田庙村、金郭庄村、孟楼村、寓贤村、后刘庄村、石庄村、崔庄村、刘杨庄村、杨余庄村和大袁庄村。